# Femina (magazine indien)
Pour les articles homonymes, voir Femina.

Femina est un magazine hebdomadaire féminin de mode indien, créé en 1959, appartenant à Worldwide Media et qui est édité par The Times Group.
Depuis 1959, le magazine est partenaire et organise l'élection de Miss Inde.